# Let's Love (álbum)
Let's Love es un álbum de estudio de la cantante Peggy Lee. Fue publicado en septiembre de 1974 a través del sello Atlantic Records.

## Grabación y contenido
Las sesiones de grabación del álbum tuvieron lugar en The Record Plant, un estudio ubicado en Los Ángeles, California. Peggy Lee produjo la mayor parte el álbum junto con Dave Grusin con la excepción de «Let's Love», canción coescrita y producida por Paul McCartney. Una vez completas las sesiones de grabación, Phil Schier mezcló el álbum en Westlake Audio, un estudio ubicado en Los Ángeles, California. Let's Love contenía once pistas, incluyendo una repetición de un minuto de la canción que da nombre al álbum. McCartney explicó en la edición del 20 de julio de 1974 de la revista Cash Box que “había sido fan de Peggy durante mucho tiempo, tenía todos sus discos” y que había escrito la canción especialmente para Peggy Lee después de una invitación a cenar que le hizo a principios de este año en Londres.

## Recepción de la crítica
El álbum recibió reseñas positivas por parte de los críticos. Un escritor no especificado de la revista Cash Box describió Let's Love como “un esfuerzo espectacular”.

## Lista de canciones
| Lado uno |                                  |                                |          |  |
| N.º      | Título                           | Escritor(es)                   | Duración |  |
| 1.       | «Let's Love»                     | Paul McCartney Linda McCartney | 2:58     |  |
| 2.       | «He Is the One»                  | Melissa Manchester             | 4:24     |  |
| 3.       | «Easy Evil»                      | Alan O'Day                     | 4:36     |  |
| 4.       | «Don't Let Me Be Lonely Tonight» | James Taylor                   | 4:04     |  |
| 5.       | «Always»                         | Irving Berlin                  | 3:51     |  |

| Lado dos |                                |                              |          |  |
| N.º      | Título                         | Escritor(es)                 | Duración |  |
| 1.       | «You Make Me Feel Brand New»   | Thom Bell Linda Creed        | 5:55     |  |
| 2.       | «Sweet Lov'liness»             | Max R. Bennett               | 3:53     |  |
| 3.       | «The Heart Is a Lonely Hunter» | Dave Grusin Peggy Lee        | 3:04     |  |
| 4.       | «Sweet Talk»                   | Don Sebesky                  | 3:24     |  |
| 5.       | «Sometimes»                    | Henry Mancini Felice Mancini | 2:25     |  |
| 6.       | «Let's Love (Reprise)»         | P. McCartney L. McCartney    | 1:20     |  |

## Créditos y personal
Créditos adaptados desde las notas de álbum de Let's Love.
Músicos
- Peggy Lee – voces
- David T. Walker – guitarra
- Dennis Budimir – guitarra
- Lee Ritenour – guitarra
- Dan Ferguson – guitarra
- Dave Grusin – piano Rhodes, sintetizador ARP, percusión
- Geoffrey Gaffney – piano en «Don't Let Me Be Lonely Tonight» y «Always»
- Chuck Rainey – bajo eléctrico
- Harvey Mason – batería, percusión
- Dick Borden – batería en «Don't Let Me Be Lonely Tonight» y «Always»
- Bobbye Hall – conga
- Jerome Richardson – saxofón soprano, alto y barítono
- Peter Christlieb – flauta, saxofón tenor
- Charles Findley – trompeta
- Frank Rosolino – trombón
- Gene Cipriano – oboe
- Vincent DeRosa – corno francés